# Tchokwé (langue)
Cet article concerne la langue tchokwé. Pour le peuple tchokwé, voir Tchokwés.
Le tchokwé, aussi écrit chokwe ou cokwe,  est une langue bantoue parlée par 1,7 million de personnes en Angola (recensement de 2014), au Congo-Kinshasa et en Zambie. Langue des Tchokwés, elle est proche du lunda.

## Répartion géographique
Les Tchokwé, parlant le tchokwé, sont répartis de manière parfois dispersée ou partagée avec d’autres peuples, notamment avec les Lunda, sur un territoire s’étalant sur le Nord-Est de l’Angola, le Sud de la province du Kwango et l’Est de la province du Lualaba en République démocratique du Congo et le Nord-Ouest de la Zambie,.

## Dialectes
L’Atlas linguistique d’Afrique centrale dénombre les variantes et dialectes suivants dans le Lualaba :
- munyingá ;
- múlúndu ;
- cyamushína.

## Écriture
| a | c | e | f | g | h | i | j | k | l | m | mb | n | nd | ng | o | p | s | t | u | v | w | x | y | z |

Les voyelles longues s’écrivent en doublant la lettre de la voyelle, par exemple kuzala, « remplir », et kuzaala, « habiller ». Les consonnes aspirées sont écrites avec ‹ h › après la consonne simple : kh, ph, th. Le phonème [ⁿʒ] est écrit ‹ nj › et le phonème [ⁿj] est écrit ‹ ny ›.

## Grammaire
| no de préfixe | préfixe singulier | préfixe pluriel | exemple singulier | exemple pluriel | traduction          |
| ------------- | ----------------- | --------------- | ----------------- | --------------- | ------------------- |
| 1-2           | mu-               | a-              | mùthù             | àthù            | personne            |
| 1-4           | mu-               | mi-             | mwáthà            | myáthà          | chef                |
| 1-6           | mu-               | ma-             | mùkúlwànà         | màkúlwànà       | ancien              |
| 3-4           | mu-               | mi-             | mùtóndò           | mìtóndò         | arbre               |
| 5-6           | li-               | me-             | lísò              | mésò            | œil                 |
| 14-2          | u-                | a-              | úsóko             | ásókò           | personne apparentée |
| 14-6          | u-                | ma-             | wátò              | mátò            | pirogue             |
| 7-8           | c-                | i-              | cúmà              | yúmà            | chose               |
| 9-2           | ∅-                | a-              | khàkhà            | àkhàkhà         | oiseau              |
| 9-10          | ∅-                | ∅-              | njìmì             | njìmì           | fermier             |
| 11-10         | lu-               | ∅-              | lwìjì             | ngìjì           | rivière             |
| 12-13         | ka-               | tu-             | káwà              | túwà            | chien               |
| 11-6          | lu-               | ma-             | lùnókà            | mànókà          | serpent             |

| no de préfixe | préfixe  | exemple    | traduction |
| ------------- | -------- | ---------- | ---------- |
| 3             | mu-      | mùngwà     | sel        |
| 4             | mi-      | mìthèmìthè | éclair     |
| 5             | li-, ∅   | zúngò      | bruit      |
| 6             | ma-, me- | méyà       | eau        |
| 8             | i-       | ifwò       | viande     |
| 11            | lu-      | lwèlyà     | légèreté   |
| 12            | ka-      | káhyá      | feu        |
| 14            | u-       | ùséphà     | amitié     |
| 15            | ku-      | kùlyà      | manger     |